# Hyman Minsky
Hyman Minsky (Chicago, 23 de septiembre de 1919-Rhinebeck, 24 de octubre de 1996) fue un economista estadounidense considerado poskeynesiano.

### Modelo Minsky de crisis financiera

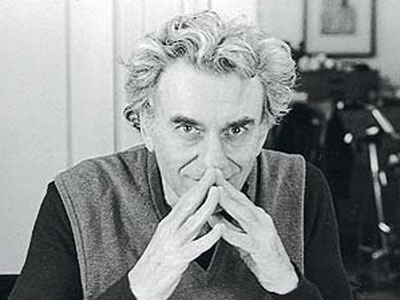
Hyman Minsky en su estudio